# 内梅特·海尔高
内梅特·海尔高（匈牙利語：Németh Helga，1973年8月7日—），匈牙利前女子手球运动员。她曾代表匈牙利国家队参加1996年夏季奥林匹克运动会手球比赛，获得一枚铜牌。